# 小江戸川越七福神
小江戸川越七福神（こえどかわごえしちふくじん）は、埼玉県川越市にある七福神めぐり。川越市には室町時代から七福神を祀る寺院が多く、江戸時代初期に天海僧正によって七福神の位置づけがなされ、七福神めぐり参詣が庶民に流行した。

## 行程
全行程約6km、ゆっくり徒歩で回っても3時間。川越の蔵造りの町並みを囲むような散策コースで、観光コースとしても人気がある。七福神を祀る各寺院では秋の七草を栽培、その観賞も楽しめる。川越駅（一番目札所から）、川越市駅・本川越駅（七番目札所から）のどこからでもスタートできる。
正月元旦から7日まで、各寺院で七福神絵馬と御朱印用色紙の取り扱いを行なっている。この期間は、各寺院が川越名物の焼き芋や団子、味噌田楽、甘酒、からみ餅などの茶店を境内に出す。また毎月1日も七福神のご縁日となる。

## 小江戸川越七福神の一覧
|                 | 寺院名         | 所在地                     | 七草   |
| --------------- | -------------- | -------------------------- | ------ |
| 第一番 毘沙門天 | 妙善寺         | 埼玉県川越市菅原町9-6      | 女郎花 |
| 第二番 寿老人   | 天然寺         | 埼玉県川越市仙波町4-10-10  | 桔梗   |
| 第三番 大黒天   | 喜多院         | 埼玉県川越市小仙波町1-20-1 | 萩     |
| 第四番 恵比寿天 | 成田山川越別院 | 埼玉県川越市久保町9-2      | 撫子   |
| 第五番 福禄寿   | 蓮馨寺         | 埼玉県川越市連雀町7-1      | 尾花   |
| 第六番 布袋     | 見立寺         | 埼玉県川越市元町2-9-11     | 葛     |
| 第七番 弁財天   | 妙昌寺         | 埼玉県川越市三光町29       | 藤袴   |